# Maggie De Block
Pour les articles homonymes, voir De Block.
Maggie De Block, née le 28 avril 1962 à Merchtem, est une femme politique belge flamande.
Membre de l'OpenVLD, elle est ministre fédérale des Affaires sociales, de la Santé publique, de l'Asile et de la Migration dans les gouvernements Michel II, Wilmès I et II.

## Biographie

### Situation personnelle
Maggie De Block fait ses humanités au lycée royal de Laeken, après quoi elle étudie la médecine à la Vrije Universiteit Brussel (VUB). Docteure en médecine en 1988, elle exerce la profession de médecin généraliste.
Elle est mariée à Luc Asselman et a deux enfants,. Son frère, Eddie De Block, est le bourgmestre de Merchtem.

### Parcours politique
Après avoir pris part à plusieurs comités et commissions, elle devient secrétaire de la Chambre de 2003 à 2007. Elle est députée fédérale pour Bruxelles-Hal-Vilvorde du 13 juin 1999 au 5 décembre 2011, pour les 50e, 51e, 52e et la 53e législatures.
Elle est nommée secrétaire d'État à l'Asile, à la Migration, à l'Intégration sociale et à la Lutte contre la pauvreté dans le gouvernement Di Rupo, de décembre 2011 à octobre 2014. Elle est parallèlement ministre de la Justice et des Cultes de juillet à octobre 2014.
Le 11 octobre 2014, elle est nommée ministre des Affaires sociales et de la Santé publique dans le gouvernement Michel. Alors qu'elle est devenue obèse à la suite de l'effet yo-yo,, sa nomination à la Santé suscite la polémique et sa crédibilité est notamment remise en question par un journaliste. Elle est soutenue quelques jours plus tard par 74 % des Belges interrogés dans un sondage.
Elle est élue « femme de l'année 2013 » par les lecteurs de La Libre Belgique. En 2015, Maggie de Block est classée en première position des personnalités en Wallonie, mais sa popularité diminue nettement en 2016.
En septembre 2018, elle annonce vouloir introduire le paquet de cigarettes neutre pour les produits du tabac en Belgique.
D'après le journal Le Monde, la ministre Maggie De Block « a été souvent critiquée pour sa volonté de limiter fortement la croissance du budget de son département ».
Le gouvernement belge détruit en 2017-2018 des millions de masques de protection périmés sans les renouveler, contrairement aux recommandations de l’Organisation mondiale de la santé (OMS). Le cabinet de Maggie De Block affirme qu’il était alors hors de question de « gaspiller l’argent du contribuable ». Cette décision est vivement critiquée en 2020, dans un contexte de crise sanitaire liée à la pandémie de Covid-19.
Maggie De Block est très critiquée par les milieux syndicaux, médicaux et politiques pour sa gestion contestée de la pandémie de Covid-19. Il lui est notamment reproché d'avoir longtemps minimisé le danger, d'avoir tardé à réagir, de ne pas avoir prévu suffisamment de masques, de respirateurs et de lits d'hôpitaux,,,. 
Elle n'est pas reconduite au sein du gouvernement d'Alexander De Croo en octobre 2020.

## Distinction
- Commandeur de l'ordre de Léopold (2019)[15].
- Commandeur de l'ordre de Léopold II